# SMS Radetzky
SMS Radetzky byla první ze tří bitevních lodí (tzv. polodreadnoughtů) třídy Radetzky postavených pro rakousko-uherské námořnictvo (K.u.K. Kriegsmarine). Jméno dostala po polním maršálovi 19. století Josefu Václavu Radeckém. Spolu se sesterskými loděmi Erzherzog Franz Ferdinand a Zrínyi byla posledním predreadnoughtem postaveným pro rakousko-uherské námořnictvo - následovaly větší a výrazně výkonnější dreadnoughty třídy Tegetthoff.
Radetzky byl postaven v loděnici Stabilimento Tecnico v Terstu a uveden do služby dne 15. ledna 1911. Výcvikové plavby loď podstoupila ve Středomoří před vypuknutím první světové války v polovině roku 1914. Během války sloužil Radetzky převážně dle konceptu fleet in being, spolu se zbytkem rakousko-uherského námořnictva; lodě přitom držely značné námořní síly lodí Trojdohody. Radetzky se účastnil některých útočných operací, zejména pobřežního bombardování v Jaderském moři na francouzské, černohorské a italské cíle.
Ke konci roku 1918 byl v posledních dnech války Radetzky připraven k převedení do nového Státu Slovinců, Chorvatů a Srbů. 10. listopadu 1918 - šest dní po rakouském příměří - vypluli důstojníci jugoslávského námořnictva s bitevní lodi z Puly a vzdali se eskadře amerických stíhačů ponorek. Podle podmínek smlouvy ze Saint-Germain nebyl převod uznán; místo toho byl Radetzky předán Itálii a rozebrán do šrotu.